# Camp de Morvedre
Camp de Morvedre Spanyolországban, Valencia Valencia tartományában található comarca. Camp de Morvedre Alto Palancia, Camp de Túria, Horta Nord és Plana Baixa comarcákkal határos. Lakosainak száma 99 848 fő (2024).

## Önkormányzatai
- Albalat dels Tarongers
- Alfara de la Baronia
- Algar de Palancia
- Algimia de Alfara
- Benavites
- Benifairó de les Valls
- Canet d’En Berenguer
- Estivella
- Faura
- Gilet, Valencia
- Petrés
- Quart de les Valls
- Quartell
- Sagunt
- Segart
- Torres Torres